# Hobart Henley
Pour les articles homonymes, voir Henley.

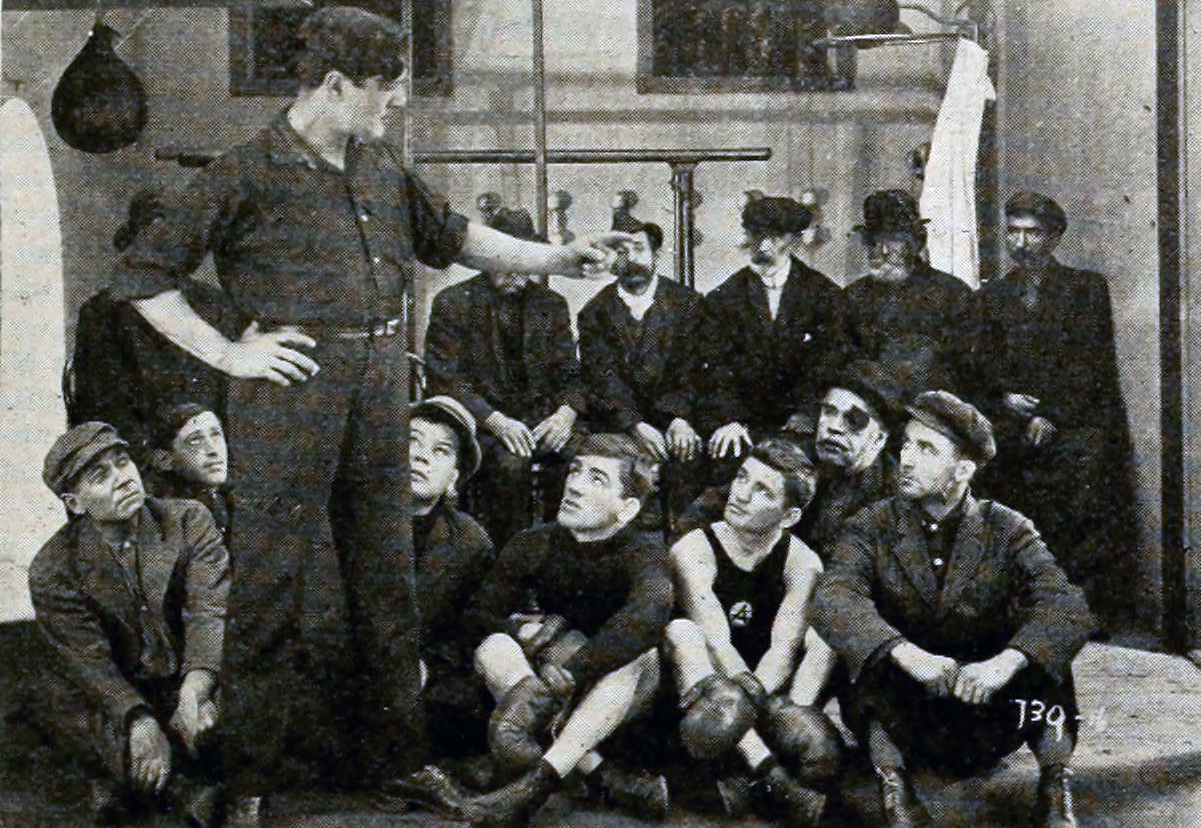
Hobart Henley dans Temptation and the Man (1916)

Hess Manassah Henle connu sous le nom de scène Hobart Henley (né le 23 novembre 1887 à Louisville, dans le Kentucky et mort le 22 mai 1964 à Los Angeles) est un réalisateur, scénariste et acteur américain de l'époque du cinéma muet.

## Filmographie partielle

### Comme réalisateur
- 1916 : Jungle Gentleman
- 1917 : The Double Room Mystery
- 1918 : Mrs. Slacker
- 1918 : L'Honneur de Bill (Laughing Bill Hyde)
- 1919 : The Woman on the Index
- 1919 : La Fugue d'Hélène Sherwood (One Week of Life)
- 1920 : The Miracle of Money
- 1920 : Sa faute (The Sin That Was His)
- 1921 : Snobisme (Society Snobs)
- 1921 : Cheated Hearts
- 1922 : The Scrapper
- 1922 : The Flirt
- 1923 : Quand elles aiment (The Abysmal Brute)
- 1923 : La Flamme de la vie (The Flame of Life)
- 1924 : Petite Madame (So This Is Marriage?)
- 1924 : Une dame de qualité (A Lady of Quality)
- 1924 : The Turmoil
- 1924 : Son dernier printemps (Sinners in Silk)
- 1925 : Une femme sans mari (A Slave of Fashion)
- 1925 : Chassé-croisé (Exchange of Wives)
- 1926 : Une femme aux enchères (The Auction Block)
- 1927 : Tillie the Toiler
- 1928 : Un certain jeune homme (A Certain Young Man)
- 1928 : Le Figurant de la Gaîté (His Tiger Wife)
- 1929 : The Lady Lies
- 1930 : Roadhouse Nights
- 1930 : Free Love
- 1930 : Mothers Cry
- 1930 : La Grande Mare (The Big Pond)
- 1931 : Captain Applejack
- 1931 : The Bad Sister
- 1931 : Expensive Women
- 1932 : Cabaret de nuit (Night World)
- 1934 : Unknown Blonde

### Comme acteur
- 1915 : The Eagle de Leon De La Mothe